# Breuberg
Breuberg is een gemeente in de Duitse deelstaat Hessen, gelegen in de Odenwaldkreis. De stad telt 7.496 inwoners.

## Geografie
Breuberg heeft een oppervlakte van 30,76 km² en ligt in het centrum van Duitsland, iets ten westen van het geografisch middelpunt.

## Historie

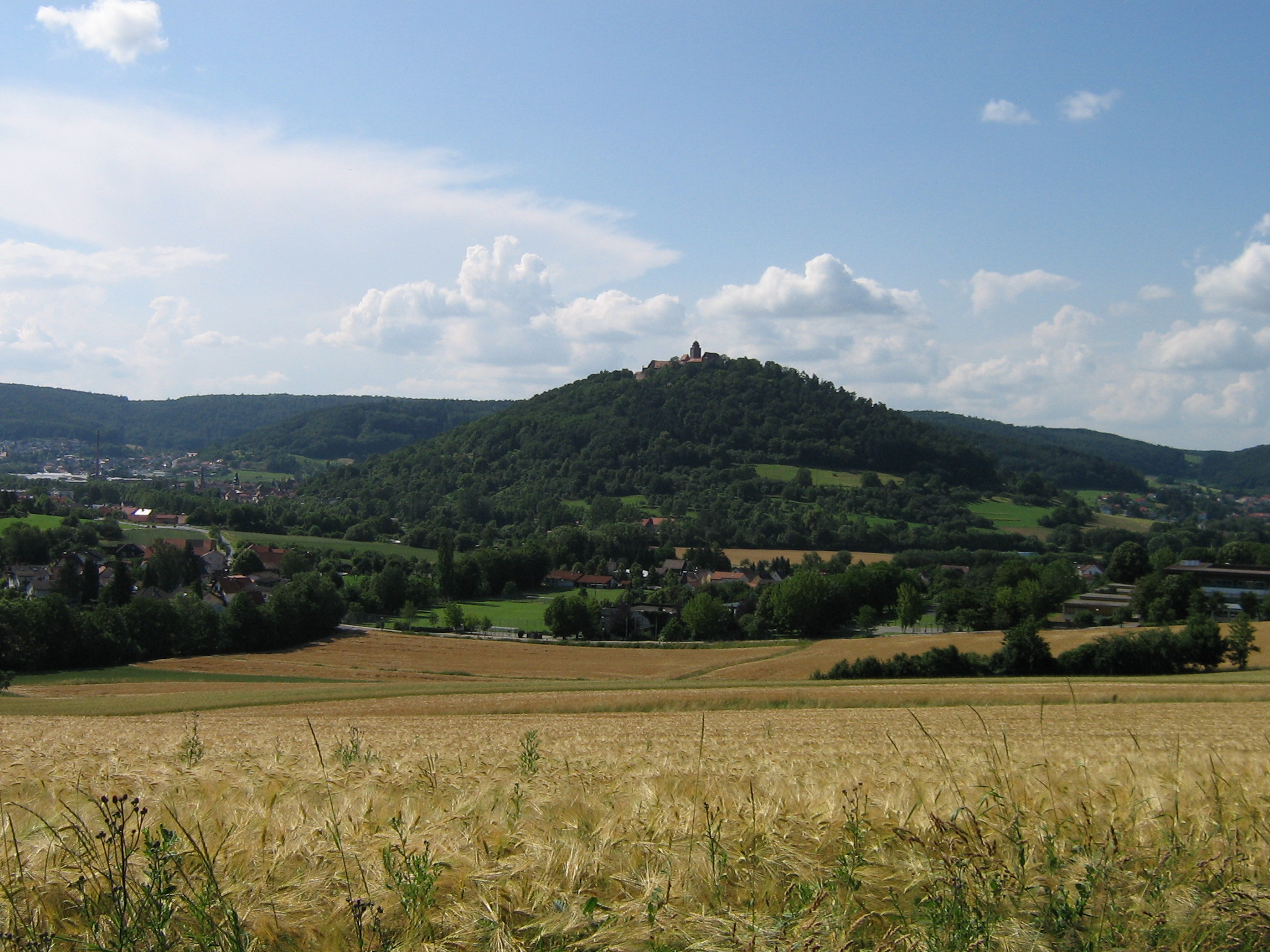
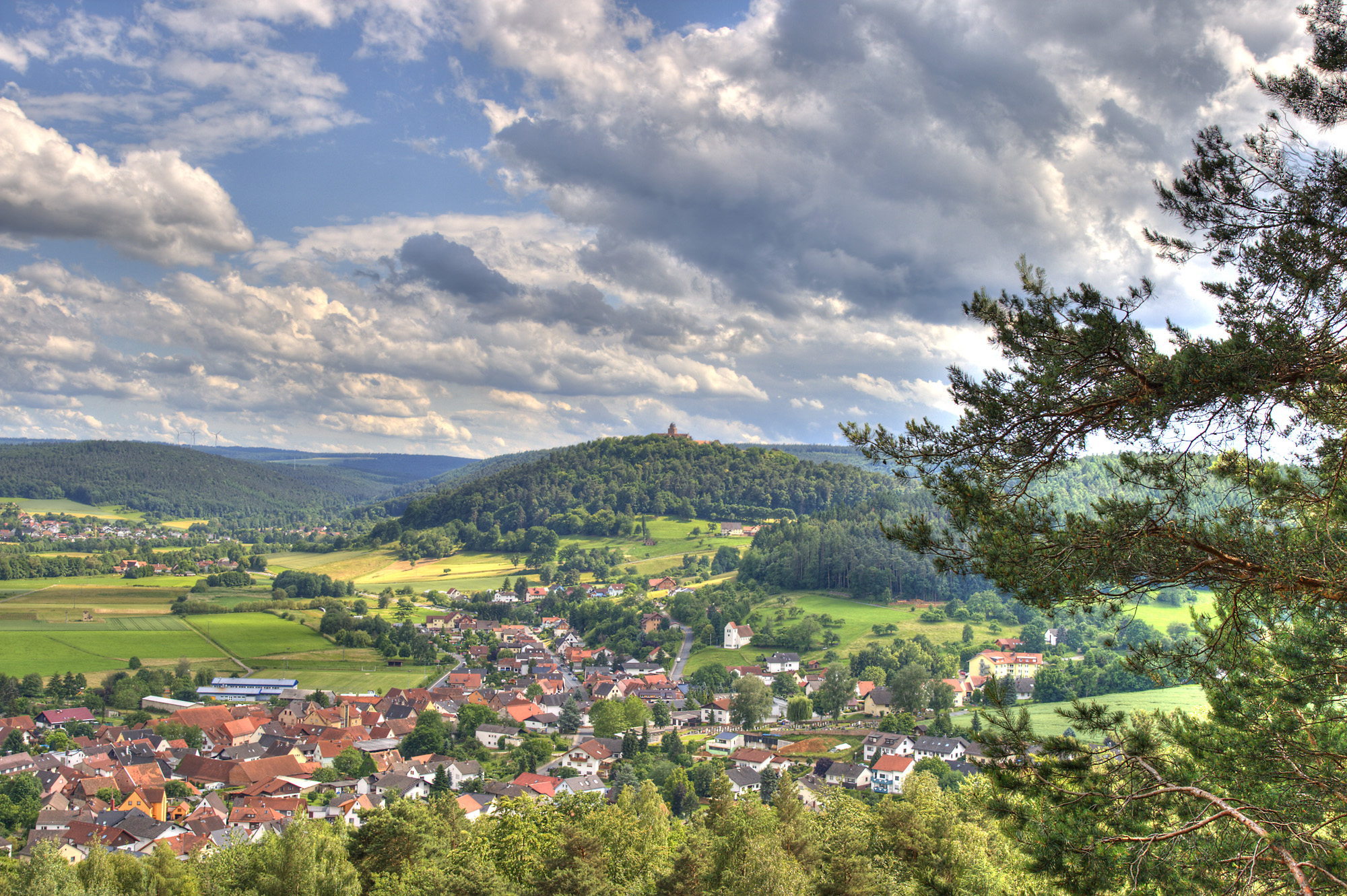
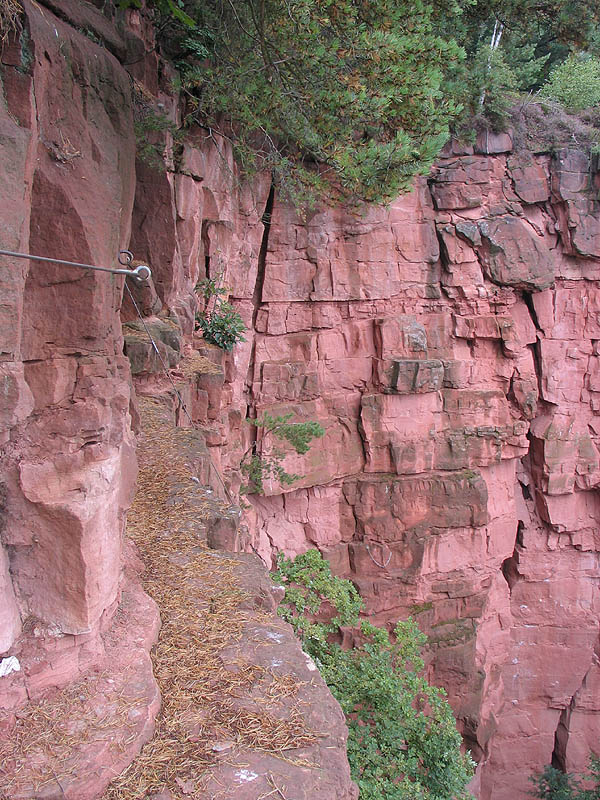
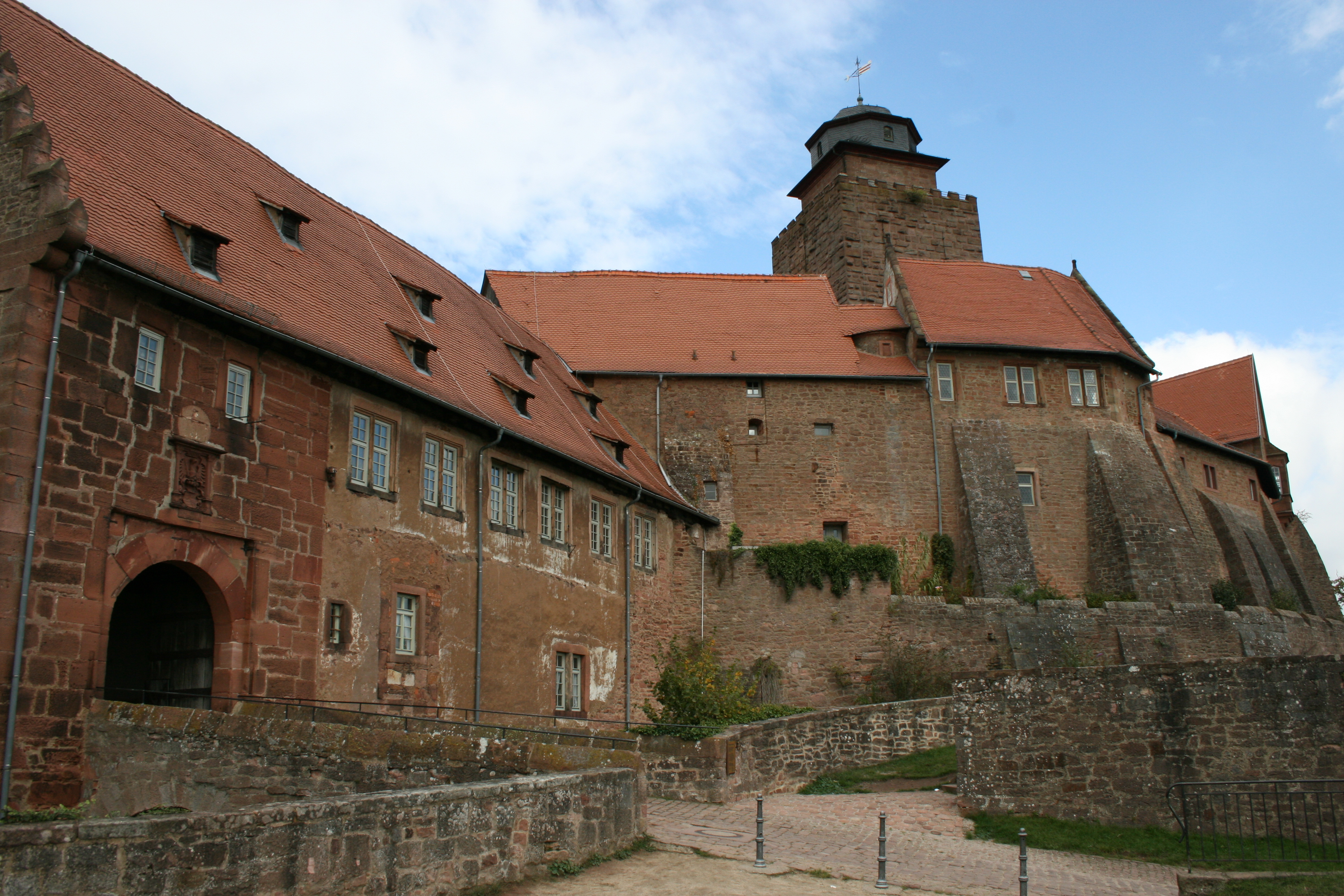
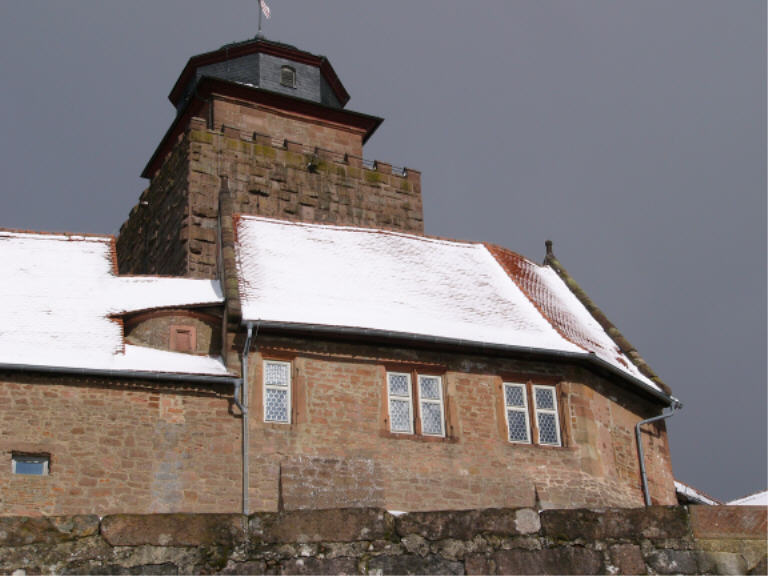

## Geboren
- Klaus Teuber (1952-2023), spelontwerper

Bad König · Beerfelden · Brensbach · Breuberg · Brombachtal · Erbach · Fränkisch-Crumbach · Hesseneck · Höchst im Odenwald · Lützelbach · Michelstadt · Mossautal · Reichelsheim · Rothenberg · Sensbachtal